# Août 2008 en France
Chronologie de la France
2006 en France - 2007 en France - 2008 en France - 2009 en France - 2010 en France
Janvier - Février - Mars - Avril - Mai - Juin - Juillet - Août - Septembre - Octobre - Novembre - Décembre -

## Chronologie

### Dimanche 3 août
Une tornade classé F4 sur l'échelle de Fujita frappe plusieurs communes du département du Nord, tuant 3 personnes à Hautmont et faisant des dégâts importants. Plus forte tornade en France depuis 1982.

### Mardi 5 août
- L'ancienne terroriste des Brigades rouges, Marina Petrella est remise en liberté par la Cour d'appel de Versailles, qui suspend pour raison médicale, sa « détention sous écrou extraditionnel »[pas clair].

### Vendredi 8 août
- Le président Nicolas Sarkozy est présent à la cérémonie d'ouverture des 29e Jeux olympiques de Pékin.

### Dimanche 10 août
- Suicide de Rémy Salvat, atteint d'une maladie dégénérative rare, à Valmondois (Val-d'Oise). Relance du débat sur l'euthanasie.

### Lundi 11 août
- Jusqu'au 23 août, le dalaï-lama est en « visite spirituelle » en France, ce qui déclenche dans les grands médias une véritable « dalaïmania ».

### Mardi 12 août
- Le président Nicolas Sarkozy, en tant que président semestriel de l'Union européenne, est en déplacement à Moscou pour convaincre le président russe Dmitri Medvedev d'accepter son plan de sortie de crise en six points.

### Mercredi 13 août
- Le dalaï-lama est reçu à huis clos au Sénat.

### Vendredi 15 août
- Pour la première fois depuis 2001, l'activité économique a baissé en France au deuxième trimestre de 0,3 %, ce qui a un effet psychologique dévastateur dans l'opinion publique alors que le pays est engagé dans un vaste effort de réformes sans précédent depuis quarante ans et doit « aller chercher la croissance avec les dents », selon l'expression du président Sarkozy. Tous les principaux pays d'Europe (Allemagne, Royaume-uni, Italie, Espagne) sont aussi lourdement affectés.

### Samedi 16 août
- Le dalaï-lama s'entretient avec Ségolène Royal, à Nantes.

### Dimanche 17 août
- Une caténaire arrachée près d'Aubagne est la cause d'un vaste blocage de trafic ferroviaire pendant trois heures, puis rétabli mais sur une seule voie. Des trains auront dix heures de retard et les voyageurs bloqués par milliers, dont la ministre de l'Intérieur Michèle Alliot-Marie sur le quai de la gare d'Aix-en-Provence. De nombreux incidents sont signalés causés par des voyageurs excédés à Cassis, à La Ciotat, à Toulon et à Marseille. Dans les compartiments des trains, c'est la foire d'empoigne, pour une place, un rafraîchissement ou un sandwich. Le civisme fut complètement inexistant selon de nombreux témoignages.

### Lundi 18 août
- Le premier ministre François Fillon réunit à Matignon quelques ministres — Luc Chatel, Anne-Marie Idrac, Christine Lagarde, Laurent Wauquiez et Éric Woerth — pour montrer aux Français sa détermination sur le front économique.
- En Afghanistan, dans un col à 50 km à l'est de Kaboul, un groupe de soldats issus en majorité du 8e RPIMa tombe dans une embuscade. Dix hommes perdent la vie et 28 sont blessés.

### Mercredi 20 août
- Le président Nicolas Sarkozy, accompagné du ministre des Affaires étrangères, Bernard Kouchner et du ministre de la Défense, Hervé Morin, effectue un rapide aller-retour à Kaboul. Il déclare aux soldats français : « Ici se joue une partie de la liberté du monde ». Les corps de dix soldats morts au combat sont rapatriés.
- Un groupe de « faucheurs volontaires » détruisent deux parcelles de maïs OGM « Mon810 » de la firme Monsanto. Les gendarmes n'ont pas verbalisé. Les services de justice sont en pleine contradiction, entre leur devoir d'appliquer la nouvelle loi qui punit le délit de fauchage d'OGM et le fait que le gouvernement a suspendu pour 2008 tout commerce du MON810, cet OGM contaminant les maïs normaux dans un rayon d'une trentaine de kilomètres, comme l'a démontré le sénateur Jean-François Le Grand. La firme Monsanto en affirmant qu'elle avait « préalablement reçu du ministère de l'Agriculture toutes les autorisations requises » déclenche une nouvelle polémique et laisse entendre que le ministre de l'agriculture Michel Barnier a agi à l'insu et à l'inverse du ministre de l'écologie Jean-Louis Borloo.
- Loi dite du « service minimum d'accueil » dans les écoles en cas de grève des enseignants de l'Éducation nationale qui oblige une commune à organiser un droit d'accueil des élèves de primaire à partir de 25 % d'enseignants grévistes dans une école.

### Jeudi 21 août
- Cérémonie nationale aux Invalides en l'honneur des dix soldats morts au combat en Afghanistan.

### Vendredi 22 août
- Le dalaï-lama s'entretient avec le ministre des Affaires étrangères, Bernard Kouchner et avec l'épouse du président de la République, Carla Bruni-Sarkozy, à l'occasion de l'inauguration du nouveau temple bouddhiste de Roqueredonde dans le département de l'Hérault.

### Dimanche 24 août
- L'ancien premier ministre, Dominique de Villepin, se dit partisan d'une « solution politique » et d'un « calendrier de retrait, de façon à ne pas nous enliser dans une guerre que nous ne pouvons pas gagner sur le terrain ».
- Le bilan des médailles obtenues par les sportifs français est de 40, dont 7 en or. Proportionnellement au nombre d'habitants, la France est la troisième nation. L'Union européenne est le champion absolu et dépasse la Chine et les États-Unis.

### Mercredi 27 août
- Le président Nicolas Sarkozy réunit l'ensemble des ambassadeurs au Palais de l'Élysée sur le thème « Changement d'époque, nouveau concert des nations ».

### Dimanche 31 août
- Ouverture du contournement nord d'Angers, chaînon manquant de l'A11.